# Renate Heintze
Renate Heintze (* 4. Oktober 1936 in Naumburg (Saale) als Renate Bürg; † 28. Juli 1991 in Halle (Saale)) war eine deutsche Schmuckgestalterin. Sie leitete von 1974 bis 1991 den Fachbereich Schmuckgestaltung an der Hochschule für industrielle Formgestaltung Halle Burg – Giebichenstein.

## Leben und Werk
Renate Bürg wuchs mit drei Geschwistern in einer Goldschmiedefamilie in Naumburg (Saale) auf. Ihr Großvater Paul Brand führte seit 1903 ein Goldschmiedegeschäft mit eigener Werkstatt, in dem auch ihre Eltern Raimund Bürg (Goldschmiedemeister) und Dora Bürg, geb. Brand (Goldschmiedin) arbeiteten. So war ihr und ihren Geschwistern diese Tätigkeit von Kindheit her vertraut. Nach der achtjährigen Schulzeit begann sie 1950 eine dreijährige Lehre zum Goldschmied bei ihrem Großvater. Auch zwei weitere Geschwister lernten später im großväterlichen Betrieb. In der Zeit der Ausbildung erfuhr sie von der Möglichkeit, in Halle (Saale) am damaligen Institut für künstlerische Werkgestaltung Burg Giebichenstein die Ausbildung fortzusetzen. 1953 wurde sie in die Metallklasse unter Leitung von Karl Müller aufgenommen. Nach bestandener Sonderreifeprüfung 1956 studierte sie weiter bei Karl Müller und nach dessen Emeritierung 1958 bei Joachim Fitzermann (* 1915). 1959 erhielt sie das Diplom als Formgestalterin auf dem Gebiet der Schmuckgestaltung. Dem Studium schloss sich eine postgraduale Qualifikation in Form einer Aspirantur an der Hochschule an. 1960 wurde sie Mitglied des Verbandes Bildender Künstler der DDR (VBK).
Von 1960 bis 1962 arbeitete sie als Gestalterin im VEB Gablona Neuheim. Eine ihrer Kolleginnen war Monika Winkler.
Im Jahr 1962 heiratete sie den Diplom-Formgestalter Manfred Heintze, 1964 kam die gemeinsame Tochter Lisa und 1967 die gemeinsame Tochter Anna zur Welt. 1984 wurde die Ehe geschieden.
Von 1966 bis 1973 arbeitete sie als künstlerisch-wissenschaftliche Mitarbeiterin im Fachbereich Schmuck der Hochschule für Industrielle Formgestaltung Halle – Burg Giebichenstein. 1974 übernahm Renate Heintze die Leitung der Schmuckklasse und wurde 1984 als Hochschullehrerin (Dozentin) berufen.
„Renate Heintze ist eine Art Schlüsselfigur im Schmuckschaffen der DDR. […] Die Verwendung von Gießharz, Messing, Aluminium oder auch gar Pappmaché neben dem klassischen Gold und Silber soll den Beweis erbringen, daß Kunst und die Gesetze der Form nicht an ein bestimmtes Material gebunden sind. In ihren Arbeiten spürt man deutlich eine sensible eigenwillige Art, beispielsweise mit der figurativen Thematik umzugehen, sich ihr fast vorsichtig, meist vom Umriss her zu nähern. Doch ist auch immer die burgtypische Herbheit, besonders seit den siebziger Jahren, nach der Phase liebenswürdiger Naturthematik, präsent.“
„An der Hochschule in Halle an der Saale war die Schmuckausbildung von Anfang an eingebunden in die Gemeinschaft einer Kunstschule, an der Schmuck nicht als dekorative Zutat galt, sondern als ernst zu nehmende künstlerische Aufgabe. Das mit Sicherheit wichtigste Merkmal für das, was den Ruf der Halleschen Schmuck-Schule begründete, war die Konzentration auf das kunsthandwerkliche Einzelstück. In Halle hat Renate Heintze, von Anfang an gemeinsam mit Dorothea Prühl, neue Wege beschritten, ohne Tradiertes grundsätzlich zu verlassen. Materialien wurden neu interpretiert und auf ihre Brauchbarkeit für die künstlerische Idee hin getestet. Geprägt und eingebunden in die Tradition einer Schule, für die Kunst immer auch Zweckhaftigkeit bedeutete, blieb der Schmuck auch weiterhin auf den menschlichen Körper bezogen. In diesem Sinne steht Renate Heintzes Werk exemplarisch für ein heute gängiges Selbstverständnis und das weit ausdifferenzierte Bild zeitgenössischer Schmuckkunst.“
Das Kunstmuseum Moritzburg Halle und das Deutsche Goldschmiedehaus Hanau ehrten die Künstlerin im Jahr 1993 mit einer umfangreichen Werkausstellung.

## Werke in Museen und öffentlichen Sammlungen
- GRASSI Museum für Angewandte Kunst, Leipzig
- Sammlung Burg Giebichenstein Kunsthochschule Halle
- Kulturstiftung Sachsen-Anhalt, Kunstmuseum Moritzburg Halle (Saale)
- Staatliche Museen zu Berlin, Kunstgewerbemuseum
- Die Neue Sammlung – The Design Museum. Dauerleihgabe der Danner-Stiftung, München
- Rotasa Trust Collection, California, USA
- CODA Museum, Apeldoorn, Niederlande
- Dallas Museum of Art (Gift of Deedie Potter Rose), USA
- Marzee Collection, Nijmegen, Niederlande

## Auszeichnungen
- 1967 1. Preis im Leuchterwettbewerb der Ausstellung des Kunsthandwerks der DDR in Erfurt
- 1971 Goldmedaille der Internationalen Schmuckausstellung Jablonec/CZ
- 1974 Silbermedaille der Internationalen Schmuckausstellung Jablonec/CZ
- 1977 Silbermedaille der Internationalen Schmuckausstellung Jablonec/CZ
- 1982 2. Preis im Designwettbewerb des Amtes für industrielle Formgestaltung (AiF) zum Thema „Körperschmuck“
- 1982 Diplom der III. Quadriennale des Kunsthandwerks sozialistischer Länder in Erfurt

## Ausstellungen
Personalausstellungen
- 1983 Galerie Wort und Werk, Leipzig (zusammen mit Dorothea Prühl)
- 1993 Staatliche Galerie Moritzburg Halle (7. März – 13. Juni)
- 1993 Deutsches Goldschmiedehaus Hanau (19. September – 21. November)
- 2017 „Renate Heintze. Klassiker der Moderne“, München (im Rahmen der Sonderschau „Schmuck 2017“ vom 8. – 14. März 2017)

Ausstellungsbeteiligungen
- seit 1962 alle Kunstausstellungen der DDR, Dresden
- seit 1964 alle Bezirkskunstausstellungen
- 1967 und 1969 „Kunsthandwerk der DDR“, Erfurt
- von 1968 bis 1987 Internationale Bijouterieausstellung Jablonec (Tschechische Republik)
- 1969 und 1970 „Kunsthandwerk“, Grassimuseum Leipzig – Museum des Kunsthandwerks
- 1974 „Metall im Kunsthandwerk der DDR“, Karl-Marx-Stadt
- 1974 bis 1986 Quadriennale des Kunsthandwerks sozialistischer Länder, Erfurt
- 1975 Schmuck, Glas, Gerät (VBK DDR), Sofia, Warschau, Poznań
- 1976 „Hallesche Goldschmiedekunst“ Staatliche Galerie Moritzburg Halle
- 1978 „Schmuck aus den Bezirken Halle und Magdeburg“, Kloster Unser Lieben Frauen, Magdeburg
- 1979 „Exempla´79“, Schmuckschau, Internationale Handwerkermesse München,
- 1980 „Hallesche Kunst“, Kunstverein Hannover
- 1981 und 1986 Metallgestaltung in der DDR, 1. und 2. Zentrale Ausstellung, Staatliche Galerie Moritzburg Halle
- 1981 „Hallescher Schmuck“, Galerie Skarabäus, Berlin
- 1984 und 1988 I. und II. Schmuckausstellung der DDR, Erfurt
- 1986 „Schmuck aus den Bezirken Halle und Magdeburg“, Kloster Unser Lieben Frauen, Magdeburg
- 1987 „Kunsthandwerk der DDR“, Peking
- 1988 „Zeitgenössisches Kunsthandwerk der DDR“, Handwerkskammer Hannover
- 1988 „Amulett und Talisman“, Hanau
- 1989 „Schmuckszene ´89“, Sonderschau der Internationalen Handwerksmesse München
- 1990 „Schmuck Made in DDR“, Galerie Knauth & Hagen, Bonn (Galerie Schmuck-Forum, Zürich)
- 1991 „Ambiente“, Sonderschau „Plus Fünf – Kunsthandwerk aus den neuen Bundesländern“, Internationale Messe Frankfurt/Main
- 1991 Configura 1, Kunst in Europa, Erfurt
- 2022 Schmuck + Image: Das GRASSI schmückt, GRASSI Museum für Angewandte Kunst, Leipzig

Vertreten bei Ausstellungen in:
Kairo, Damaskus, Moskau, Katowice, Leningrad, Tallinn, Bratislava, Prag, Bukarest, Budapest, Stockholm, Havanna, Rom